# APS-95突擊步槍
APS-95是由克羅地亞Končar-Arma d.o.o自1995年生產的突擊步槍，該槍直至2007年為止仍有出口。

## 發展
APS-95是根據克羅地亞軍隊的要求而被開發出來的，當時克羅地亞軍隊正尋求一款新的步槍以取代南斯拉夫時期的Zastava M70。他們要求這一款新的步槍必需能夠發射北約的5.56×45毫米步槍子彈。早在克羅地亞獨立戰爭期間，克羅地亞商人為克羅地亞士兵提供了一些南非製的R4突擊步槍。士兵們都普遍對這款步槍有好感，並希望新槍能夠以R4作基礎並在克羅地亞本土生產。
APS-95大約在1998年左右起開始極少量的裝備克羅地亞軍隊，但接著就沒有再採購了。生產商便試圖把APS-95外銷，可惜多年來都還沒有取得成功。至今，APS-95的實際生產數量及軍隊裝備數量仍然成謎。但從一些有關2011年利比亞內戰的圖片當中可以見到此槍的蹤影，似乎是前卡扎菲政府有少量訂購。

## 設計
APS-95部份設計源自以色列IMI Galil及南非的R4，而且也使用類似的35發彈匣。與Galil和R4較大的不同就是APS-95具有提把，而且上面裝有具1.5倍放大倍率的光学瞄准镜，（該槍亦有備用的機械瞄具）而護木與握把形狀也被重新設計，因此在外形上與Galil也有非常明顯的區別。其導氣系統、槍機和發射機構則與Galil沒有太大的差別。其導氣孔可以關閉以發射22毫米槍榴彈，金屬骨架形槍托亦可向右側折疊。

## 外部連結
- 世界槍械
- 槍炮世界-APS-95（页面存档备份，存于）